# Danuta Lato
Danuta Lato är en sångerska, fotomodell och skådespelerska från Polen som har arbetat både i Tyskland och Italien.
Under 1980-talet släppte hon ett par discosinglar som än i dag är populära runt om i Europa.

## Diskografi
- Touch My Heart (1987)
- Whenever You Go (1987)